# San Ramon (California)
San Ramon (dallo spagnolo San Ramón) è una città della contea di Contra Costa, California, Stati Uniti d'America. È parte della San Francisco Bay Area.
È il quartier generale della Chevron Corporation, 24-Hour Fitness e del San Ramon Medical Center.
Il 24 aprile 2001, San Ramon ricevette il titolo di Tree City USA.

## Origini del nome
Il nome della città (originariamente San Ramón) è di chiara origine spagnola, dato che l'area era stata colonizzata dalla Spagna.

## Società
Come rilevato dal censimento del 2012, la città conta 73.927 abitanti. La densità della popolazione è di 1,491.1/km². Ha 17,552 unità abitative per una densità di 585.2/km². La popolazione bianca è il 76,82% del totale, l'1,93% afroamericani, lo 0,36% sono nativi americani, il 14,94% asiatici, lo 0,21% nativi del Pacifico, il 2,16% di altre etnie ed il 3,58% appartenenti a due o più etnie. Il 7,24% della popolazione è ispanica.

## Governamento
San Ramon è governata da un consiglio cittadino di quattro membri eletti per quattro anni sovrapponendosi al sindaco eletto ogni due anni. Dal 30 giugno 2007, il servizio di polizia è ricoperto dal Contra Costa County Sheriff's Department.
Essendo San Ramon nella contea di Contra Costa è parte del California's 10th congressional district (CA-10).

## Economia
Numerose aziende hanno sede nell'area conosciuta con il nome di 'Bishop Ranch', tra queste la più conosciuta è sicuramente la Chevron Corporation.

## Monumenti e luoghi d'interesse

### Downtown San Ramon
L'amministrazione cittadina e la "Sunset Development Co." sono divenuti partner per l'edificazione del nuovo "San Ramon City Center", nell'area del "Bishop Ranch" e l'intersezione intersection della "Bollinger Canyon Road" e del "Camino Ramon". L'intero progetto, secondo le aspettative, dovrebbe essere realizzato entro il novembre 2012.

### Memorial Park

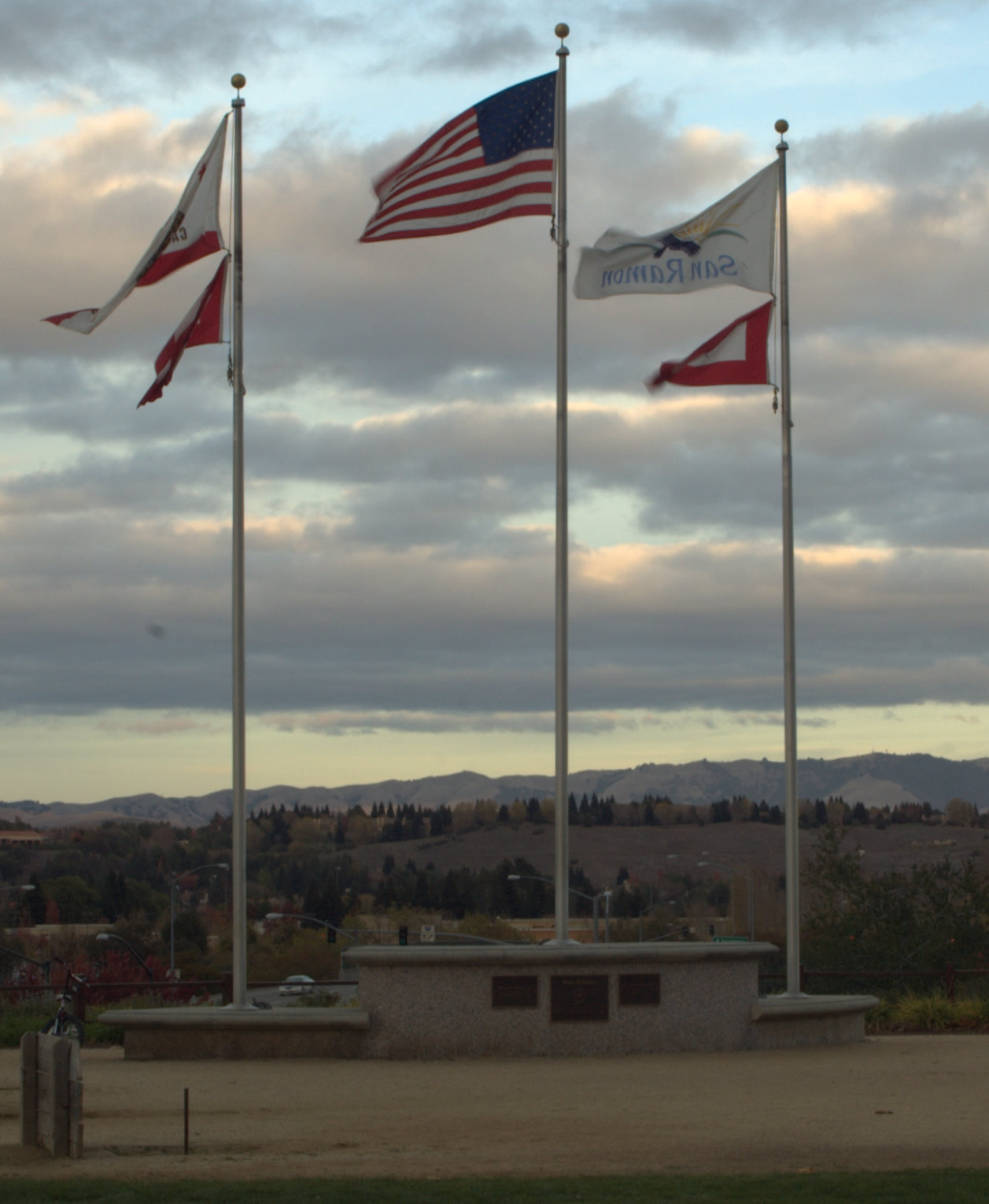
The Memorial Park

Originariamente, questo parco cittadino situato su una collina che domina la "Bollinger Canyon Road" e la "San Ramon Valley Blvd", era chiamato "Alta Mesa Park". Durante la costruzione del parco, il consiglio cittadino votò di cambiarne il nome in "Memorial Park" in onore di Tom Burnett, un residente di San Ramon, ed alle altre vittime del Volo United Airlines 93 uccisi negli attentati dell'11 settembre 2001. Il parco fu loro dedicato esattamente un anno dopo il tragico evento.

## Cultura

### Istruzione

#### Scuole
Le scuole di San Ramon sono parte del San Ramon Valley Unified School District
- California High School
- Dougherty Valley High School
- Iron Horse Middle School
- Pine Valley Middle School
- Windemere Ranch Middle School
- Gale Ranch Middle School
- Bollinger Canyon Elementary School
- Country Club Elementary School
- Coyote Creek Elementary School
- Golden View Elementary School
- Hidden Hills Elementary School
- Live Oak Elementary School
- Montevideo Elementary School
- Neil Armstrong Elementary School
- Quail Run Elementary School
- Twin Creeks Elementary School
- Walt Disney Elementary School
- Venture Independent Study School

### Biblioteche
La San Ramon Library facente parte del Contra Costa County Library è situata in città.

## Infrastrutture e trasporti
Il servizio locale di bus nella San Ramon Valley, che provvede soprattutto ai collegamenti con il resto della contea è chiamato Central Contra Costa Transit Authority, o CCCTA.